# Моргуновка (Кировоградская область)
Моргуновка (укр. Моргунівка) — село в Новомиргородской городской общине Новоукраинского района Кировоградской области Украины.
Основано в 1846 году Хаскелем Моргуновским, на купленной им земле, в качестве частновладельческой еврейской земледельческой колонии.
До 2020 года входило в Новомиргородский район
Население по переписи 2001 года составляло 2 человека. Почтовый индекс — 26016. Телефонный код — 5256. Код КОАТУУ — 3523881803.